# Centro Nacional de Capacitación Ferroviaria
El Centro Nacional de Capacitación Ferroviaria (CENACAF) es un ente público argentino creado en 1985, a la par de la electrificación del área suburbana del Ferrocarril General Roca y mediante un convenio de cooperación técnica firmado entre Ferrocarriles Argentinos y la Agencia Japonesa de Cooperación Internacional. Está ubicado en la localidad de Temperley, provincia de Buenos Aires. 
Entre 1987 y 1990 se llevó a cabo la transferencia tecnológica y, a partir de 1994, comenzaron a dictarse cursos sobre electrificación y modernización ferroviaria. Participaron en ellos becarios de la Argentina, Bolivia, Brasil, Chile, Colombia, Costa Rica, Cuba,  México, Perú, Uruguay y Venezuela.
Brinda capacitaciones sobre señalamiento ferroviario, subestaciones eléctricas, catenaria, tracción eléctrica y diésel, vía y obras, mantenimiento, y telecomunicaciones e informática aplicadas al sector ferroviario.

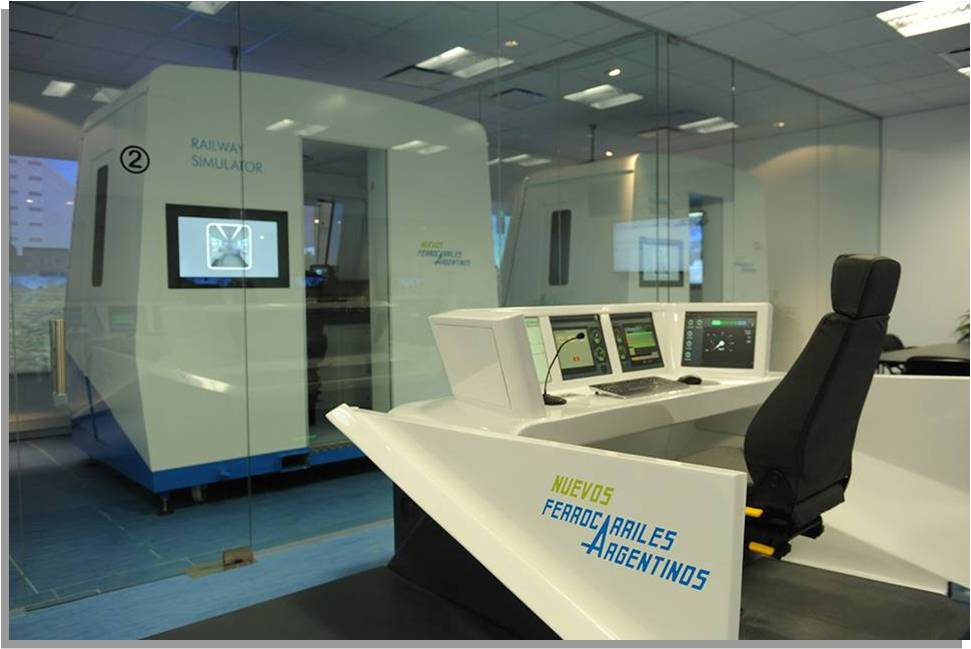
Simuladores de conducción ferroviaria en el CENACAF

Se encontraba formalmente bajo la órbita de DECAHF (Desarrollo del Capital Humano Ferroviario, Sociedad Anónima con Participación Estatal Mayoritaria), hasta su cierre el 1 de octubre de 2024.
Desde agosto de 2015 el CENACAF fue instituido como Ente Rector de la Capacitación Ferroviaria a nivel nacional, por Resolución n.º 1666/2015, del entonces Ministerio del Interior y Transporte de la Nación.